# 가오웨이광
가오웨이광(중국어 간체자: 高伟光, 정체자: 高偉光, 병음: Gāo Wěiguāng, 한자음: 고위광, 1983년 7월 16일 ~ )은 중국의 배우이다.

## 학력
- 중앙희극학원 (졸업)

## 출연작

### 드라마
- 2014년 후난위성텔레비전 찬석독파극장 《고검기담》 - 풍엄맥 역
- 2014년 텐센트 웹드라마 《미시대》 - 잉동 역
- 2015년 후난위성텔레비전 금응독파극장 《편편희환니》 - 두펑 역
- 2015년 중국중앙텔레비전 황금강당극장 《여사부 반숙》 - 남대왕 역
- 2016년 안후이 위성 텔레비전 해돈제일극장 《촉산전기》 - 단진자 역
- 2016년 장쑤 위성 텔레비전 행복극장 《애적계제》 - 추야오후이 역
- 2016년 후난위성텔레비전 찬석독파극장 《산해경 : 태고의전설》 - 빈익 역
- 2016년 후난위성텔레비전 금응독파극장 《친애적번역관》 - 가오지아밍 역
- 2017년 저장 위성 텔레비전 중국람극장 《삼생삼세 십리도화》 - 동화제군 역
- 2017년 동방 위성 텔레비전 주파극장 《헌원검지한지운》 - 상예 역
- 2018년 저장 위성 텔레비전 주파극장 《부요황후》 - 전북야 역
- 2019년 텐센트 웹드라마 《노청상서》 - 자고초 역
- 2020년 텐센트 웹드라마 《삼생삼세 침상서》 - 동화제군 역
- 2020년 텐센트 웹드라마 《용령미굴》 - 자고초 역
- 2020년 후난위성텔레비전 금응독파극장 《향양이생》 - 임지형 역
- 2020년 후난위성텔레비전 청춘진행중 《뇌정전장》 - 곽훈괴 역
- 2021년 텐센트 웹드라마 《설중한도행 : 왕의 길》 - 진지표 역
- 2022년 후난위성텔레비전 금응독파극장 《빙란일편풍운기》 - 푸항전 역
- 2023년 동방 위성 텔레비전 동방극장 《번화사금》 - 왕쥐안 역
- 2025년  텐센트 웹드라마《엔젤하트》 - 사에바 료 역